# Championnats d'Océanie de VTT 2022
Navigation
Édition précédente Édition suivante
Les Championnats d'Océanie de VTT 2022 ont lieu du 19 au 27 mars 2022, à Gold Coast et Brisbane en Australie.

## Résultats

### Cross-country
| Épreuves       | Or                      | Argent                 | Bronze                  |
| -------------- | ----------------------- | ---------------------- | ----------------------- |
| Hommes élites  | Anton Cooper (NZL)      | Daniel McConnell (AUS) | Ben Oliver (NZL)        |
| Hommes espoirs | Cameron Wright (AUS)    | Domenic Paolilli (AUS) | Tom Cheesman (AUS)      |
| Hommes juniors | Jack Ward (AUS)         | Joel Dodds (AUS)       | Ethan Weiss (AUS)       |
| Femmes élites  | Rebecca McConnell (AUS) | Zoe Cuthbert (AUS)     | Katherine Hosking (AUS) |
| Femmes espoirs | Izzy Flint (AUS)        | Holly Lubcke (AUS)     | Shannon Petre (AUS)     |
| Femmes juniors | Mia Cameron (NZL)       | Annabel Bligh (NZL)    | Hayley Oakes (AUS)      |

### Descente
| Épreuves | Or                 | Argent             | Bronze               |
| -------- | ------------------ | ------------------ | -------------------- |
| Hommes   | Hayden Stead (NZL) | Jackson Frew (AUS) | Joshua Arcus (AUS)   |
| Femmes   | Ellie Smith (AUS)  | Sian A'Hern (AUS)  | Jessica Hoskin (AUS) |

## Tableau des médailles
| Rang  | Nation           | Or | Argent | Bronze | Total |
| ----- | ---------------- | -- | ------ | ------ | ----- |
| 1     | Australie        | 5  | 7      | 7      | 19    |
| 2     | Nouvelle-Zélande | 3  | 1      | 1      | 5     |
| Total | Total            | 8  | 8      | 8      | 24    |